# Пиковиль
Пиковиль (фр. Picauville) — коммуна на северо-западе Франции, находится в регионе Нормандия, департамент Манш, округ Шербур, кантон Карантан-ле-Маре. Расположена в 39 км к юго-востоку от Шербур-ан-Котантена и в 51 км к северо-западу от Сен-Ло, в 7 км от автомагистрали N13.
Население (2018) — 3 270 человек.

## История
С 1 января 2016 года в состав коммуны Пиковиль вошли коммуны:
- Амфревиль
- Вендфонтен
- Гурбевиль
- Кретвиль
- Утвиль

С 1 января 2017 года в нее также вошла коммуна Ле-Муатье-ан-Ботуа кантона Брикебек.

## Достопримечательности
- Шато д'Амфревиль XV века
- Церковь Святого Кандида XIII века в Пиковиле
- Церковь Святого Мартена XIII-XVII веков в Амфревиле
- Церковь Нотр-Дам XIII-XVII веков в Кретвиле в стиле пламенеющей готики
- Церковь Святого Иоанна Крестителя XII века в Утвиле
- Шато де л'Иль-Маре

## Экономика
Структура занятости населения:
- сельское хозяйство — 16,3 %
- промышленность — 3,9 %
- строительство — 5,1 %
- торговля, транспорт и сфера услуг — 14,6 %
- государственные и муниципальные службы — 60,1 %

Уровень безработицы (2018) — 10,9 % (Франция в целом —  13,4 %, департамент Манш — 10,4 %). 

Среднегодовой доход на 1 человека, евро (2018) — 19 570 (Франция в целом — 21 730, департамент Манш — 20 980).

## Демография
Динамика численности населения, чел.

## Администрация
Пост мэра Пиковиля с 2020 года занимает Мари-Элен Перрот ( 	Marie-Hélène Perrotte). На муниципальных выборах 2020 года возглавляемый ею список был единственным.
| Период | Период | Фамилия          | Партия | Примечания      |
| ------ | ------ | ---------------- | ------ | --------------- |
| 1965   | 1995   | Ги Вижье         |        |                 |
| 1995   | 2001   | Моника Бергер    |        |                 |
| 2001   | 2020   | Филипп Катрин    |        |                 |
| 2020   |        | Мари-Элен Перрот |        | бывший торговец |